# Médersa de la zaouïa Sidi El Bahi
La médersa de la zaouïa Sidi El Bahi (arabe : مدرسة زاوية سيدي الباهي) est l'une des médersas de Tunis rattachée à une zaouïa.

## Étymologie
Elle tire son nom du saint Abu al-Abbas Ahmed El Bahi, connu sous le nom de Sidi El Bahi, un cheikh tunisois.

## Localisation
Elle est située dans le faubourg nord de la médina de Tunis, dans la rue de Filet, près de Bab Lakouas et Bab Souika.

## Histoire

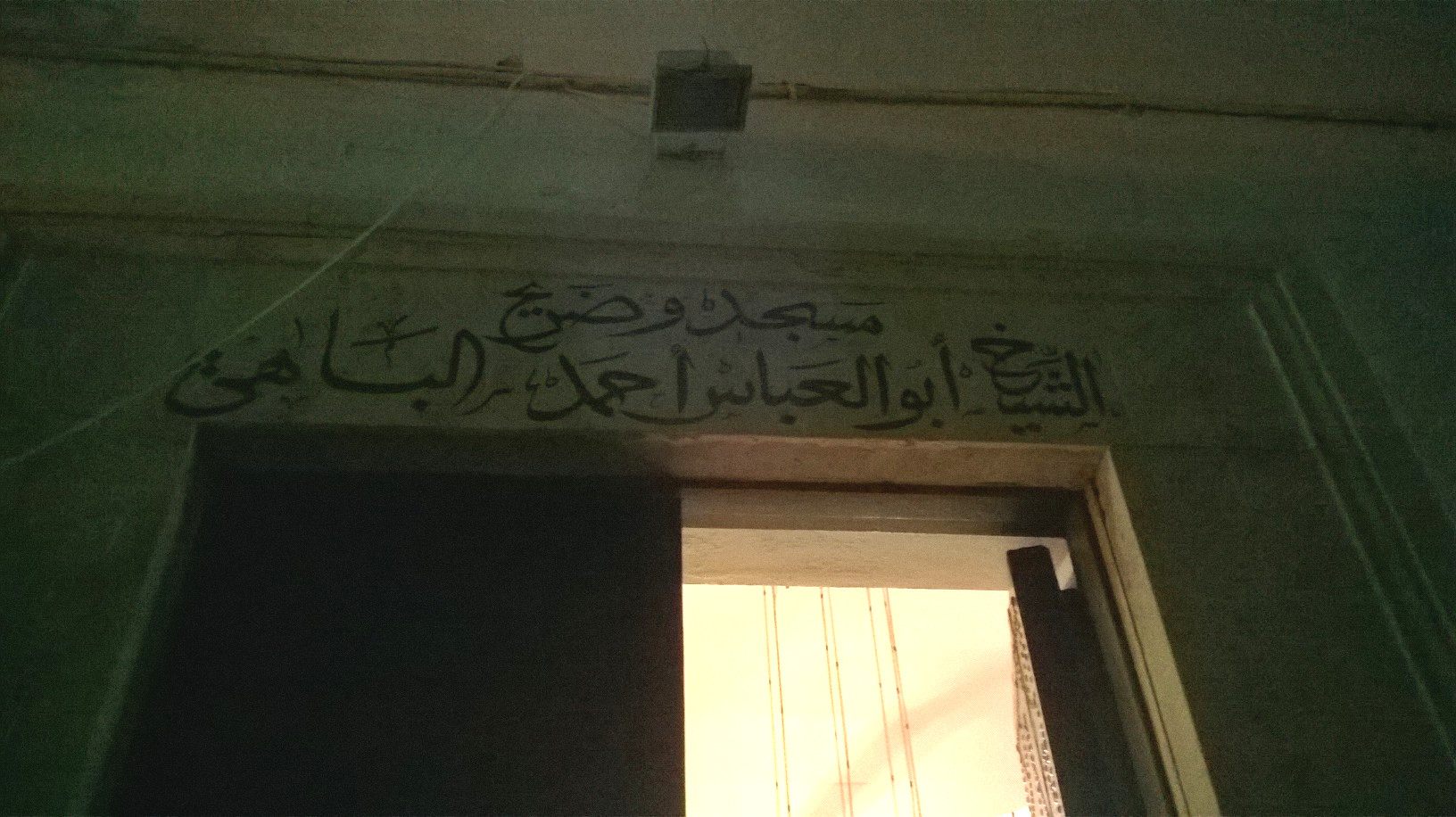
Inscription située au-dessus de l'entrée citant le nom de son fondateur, le cheikh Ahmed El Bahi

Elle est construite en 1747 (1160 de l'hégire) par Sidi El Bahi puis devient un bien habous dont la gestion est accordée à ses descendants.
Certains disent que Ali Pacha a voulu financer cette médersa mais son fondateur a refusé.

## Description
Elle se compose de cellules d'habitation pour les étudiants de la Zitouna ainsi que d'une bibliothèque.

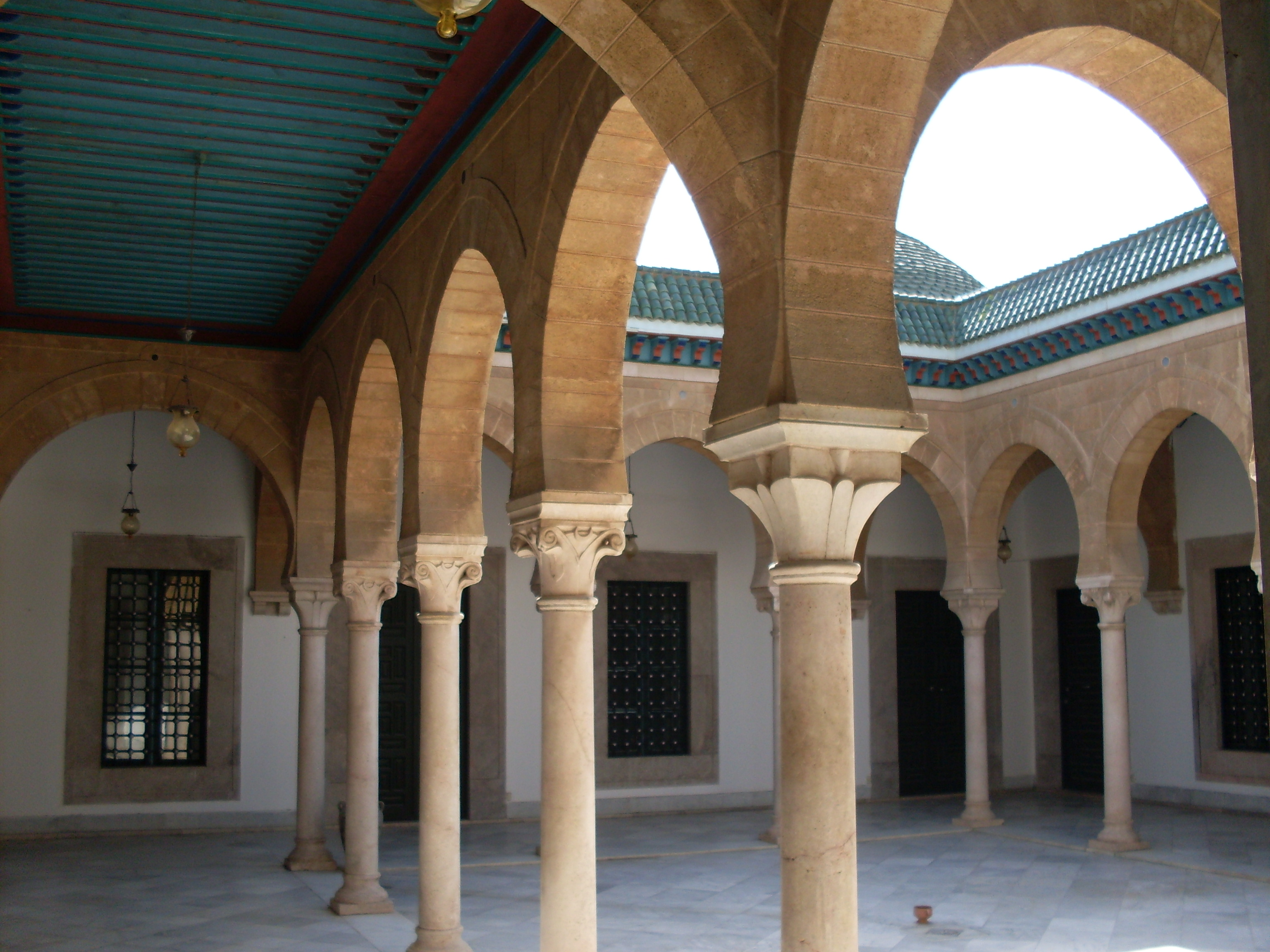
Patio de la médersa
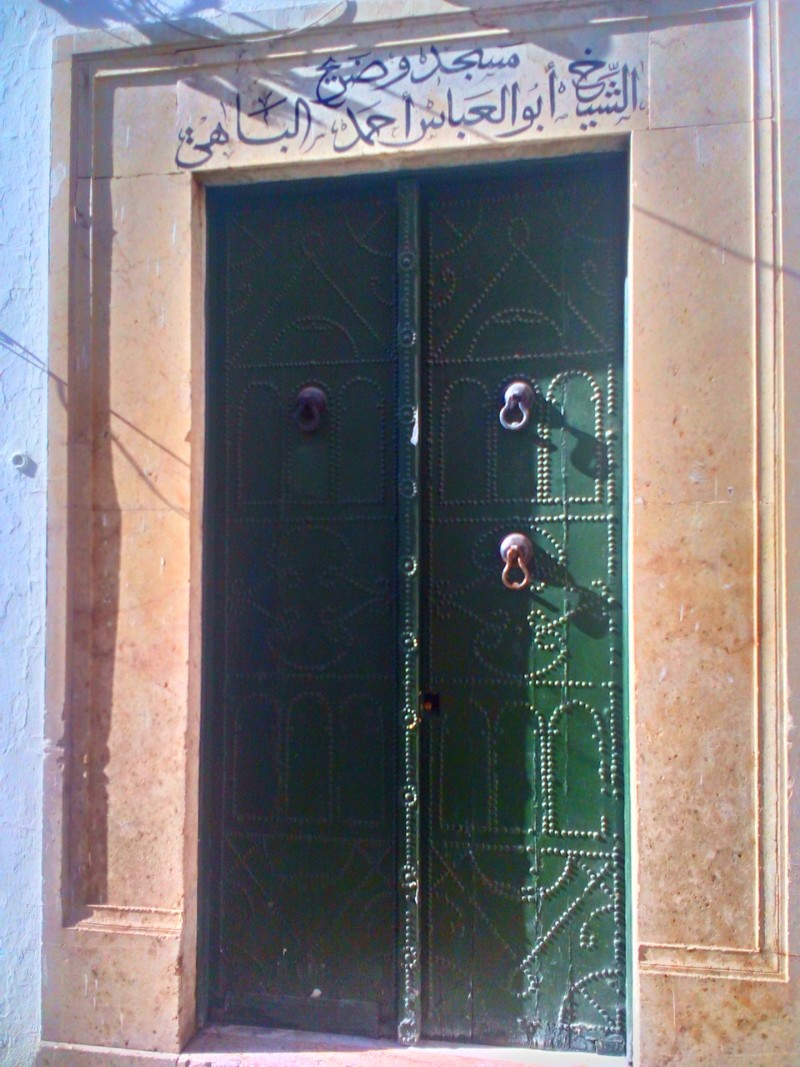
Porte d’entrée de la médersa

## Évolution

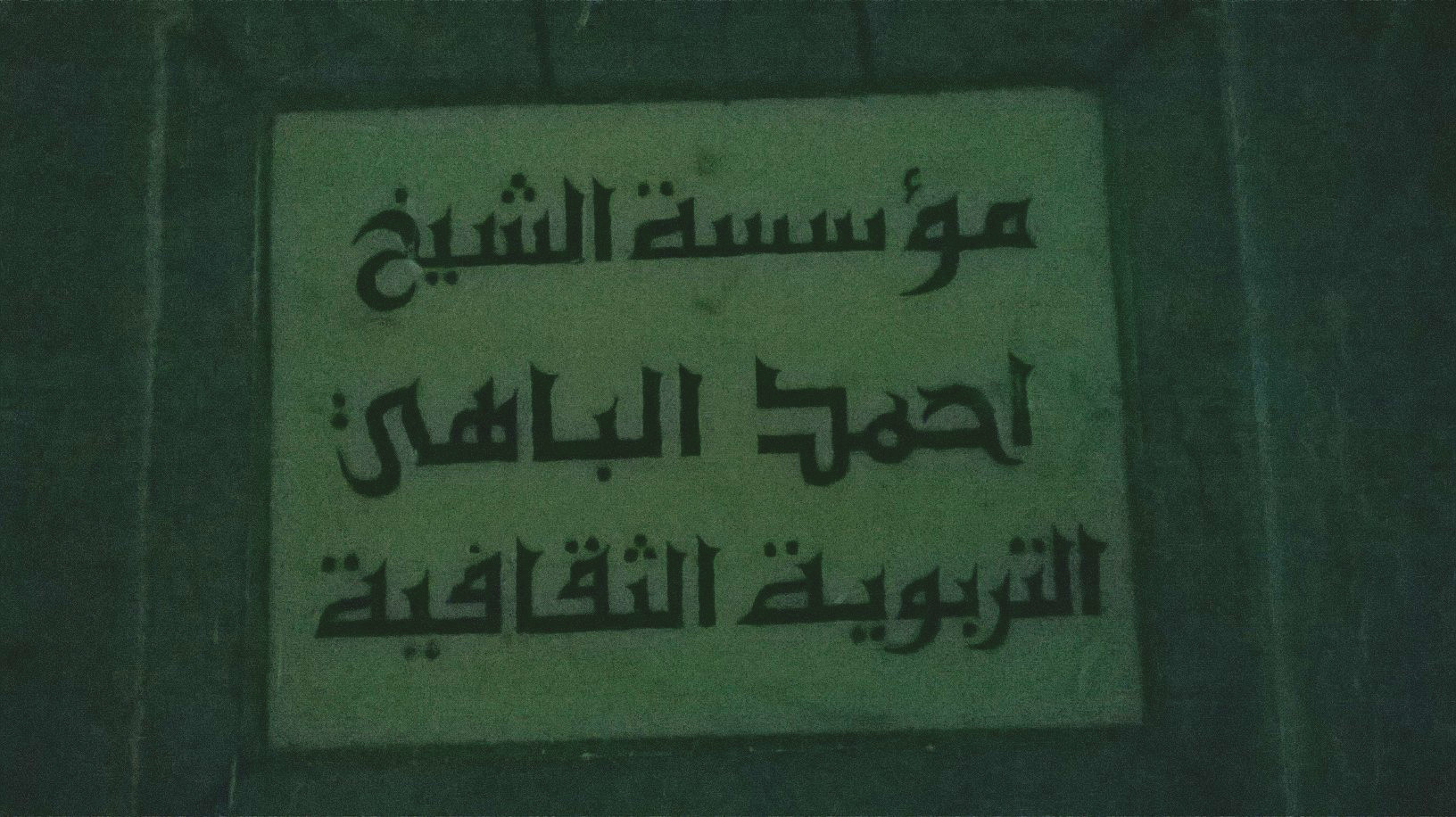
Plaque indiquant la fondation culturelle de Sidi El Bahi

Cette médersa existe de nos jours et abrite une fondation culturelle.